# Majk Naumienko
Majk Naumienko właściwie Michaił Wasiljewicz Naumienko (ur. 18 kwietnia 1955 w Leningradzie, zm. 27 sierpnia 1991 tamże) – rosyjski wokalista, gitarzysta i kompozytor rockowy, pionier bluesa w ZSRR, twórca i lider jednego z pierwszych radzieckich zespołów rockowych Zoopark.
Studiował filologię angielską. Pierwsze teksty pisał w języku angielskim, a następnie po rosyjsku. Był jednym z twórców i animatorów pierwszych ruchów punkowym w Leningradzie. W 1978 roku debiutował na albumie „Wsie bratja – siostry” nagranym razem z Borisem Griebienszczikowem. 

## Dyskografia
Płyty nagrane zespołem Zoopark:
- Blues de Moscou (1981)
- Ujezdnyj gorod N (1983)
- Biełaja połosa (1984)
- Iluzii (1987)
- W (dubl we) (1989)
- Muzyka dla filma (1991)
- Legiendy russkogo roka (1996)
- The Best (1999)

Płyty solowe:
- Wsie bratja – siostry (wraz z Borisem Griebienszczikowem) (1978)
- Sładkaja N i drugije (1980)
- LV (1982)
- Koncert w kafe „Czajka”, nojabr´ 1984 goda, Nowosibirsk (wraz z Jurijem Naumowem) (1984)
- Żyzń w zooparkie (1985)
- Wiesna-leto (wraz z Wiktorem Cojem) (1996)
- 12-13 janwaria 1985 goda, Moskwa (wraz z Wiktorem Cojem) (1996)
- Kwartirnik (wraz z Siergiejem Ryżenką) (1997)
- Majk Naumienko. Wiktor Coj (wraz z Wiktorem Cojem) (1998)
- Ispołnienije razwieszeno (wraz z Borisem Griebienszczikowem i Wiktorem Cojem) (1998)
- Leningrad 1984 (wraz z Wiktorem Cojem) (2009)
- 25 okiabria 1980 Moskwa (wraz z zespołem Akwarium) (2010)